# بری الیوت (بازیکن فوتبال)
بری الیوت (انگلیسی: Barry Elliot؛ زادهٔ ۲۴ اکتبر ۱۹۷۸) بازیکن فوتبال اهل بریتانیا است.
از باشگاه‌هایی که در آن بازی کرده‌است می‌توان به باشگاه فوتبال پاتریک تیسل، باشگاه فوتبال داندی، و باشگاه فوتبال سلتیک اشاره کرد.
وی همچنین در تیم ملی فوتبال زیر ۲۱ سال اسکاتلند بازی کرده‌است.